# Baccharis thesioides
Baccharis thesioides là một loài thực vật có hoa trong họ Cúc. Loài này được Kunth mô tả khoa học đầu tiên năm 1818.